# Terror of Mechagodzilla
Terror of Mechagodzilla är en japansk film från 1975 regisserad av Ishiro Honda. Det är den femtonde filmen om det klassiska filmmonstret Godzilla.

## Handling
Främlingar från en döende galax planerar att förstöra Jordens städer och bygga sitt nya hem här. Deras vapen är jätteroboten Mechagodzilla. Endast Godzilla är tillräckligt stark för att kunna stoppa roboten, ända tills professor Mafuni går över till fienden.

## Om filmen
Filmen hade världspremiär i Japan den 15 mars 1975 och svensk premiär på video i januari 1997.

## Rollista (urval)
- Katsuhiko Sasaki - Akira Ichinose
- Tomoko Ai - Katsura Mafune
- Akihiko Hirata - Shinji Mafuni
- Toru Kawai - Godzilla
- Kazunari Mori - Mechagodzilla
- Tatsumi Nikamoto - Titanosaurus